# Hřib královský
Hřib královský (Butyriboletus regius (Krombh.) D. Arora et J. L. Frank 2014) je velmi vzácná a zákonem chráněná houba z čeledi hřibovitých a zároveň jeden z nejkrásnějších hřibů bývalého Československa. Patří mezi teplomilné houby, které jsou vázané na listnaté stromy. V posledních letech výrazně mizí.

## Synonyma
- Boletus appendiculatus subsp. regius (Krbh.) Konrad.[3] 1925[4]
- Boletus regius Krombh. 1832[3]
- Dictyopus appendiculatus var. regius (Krombh.) Quél. 1886[4]
- Suillus regius (Krombh.) Kuntze 1898[4]
- Tubiporus appendiculatus var. regius (Krombh.) Imler 1925[4]
- Tubiporus regius (Krombh.) Ricken 1918[4]

lidové názvy
- karmazín (Velvarsko)[5]
- královák[6]
- žluťák[6]
- růžák[6]

## Taxonomie a historie

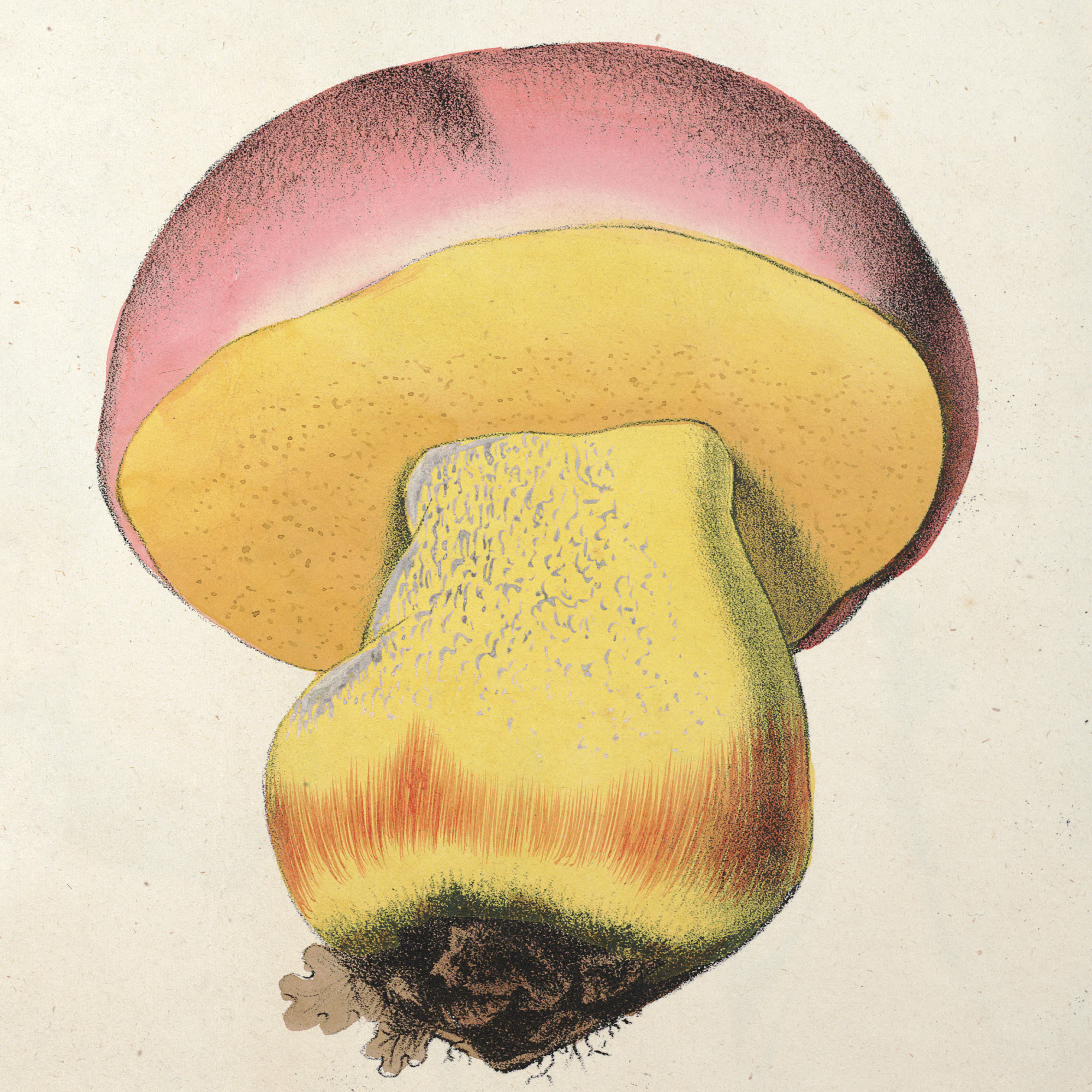
Hřib královský na originální ilustraci Františka Šíra z díla J. V. Krombholze (19. století)

Hřib královský byl jako druh popsán v 19. století v Čechách. Dříve býval vyhledávaným tržním druhem.
O první odborný popis se zasloužil přírodovědec českého původu, Julius Vincenc Krombholz, který jej vydal roku 1831 v rámci publikace Naturgetreue Abbildungen und Beschreibungen der essbaren, schädlichen und verdächtigen Schwämme. I když bývá název hřibu královského novodobě spojován s Královskou oborou (dnešní Stromovka v Praze) jakožto původní známou lokalitou, uvádí Krombholz, že jde o název lidového původu a jako takový jej převzal. Jako lokalitu, na které houbu našel a popsal, uvádí „k. Thiergarten Stern“, tedy královskou oboru Hvězda, z čehož může mylná spojitost s Královskou oborou (Stromovka) pocházet.
Jako další lokality výskytu zmiňoval háje u Tuchoměřic (Waldungen bei Tuchomieřitz), Zbraslav (Königsaal), Mníšek pod Brdy (Mnischek), vrch Chrbina u Svárova(?) (Chrbina), Tachlovice (Tachlowitz) a Jílové u Prahy (Eule).
V 19. a ještě počátkem 20. století byl hřib královský hojnější než v současnosti, v průběhu 20. století začal ustupovat. Podle normy ČSN 46 3195 (platné od 1. dubna 1965 do 1. září 1997) bylo možné čerstvé plodnice hřibu královského prodávat na trhu. Od roku 1992 je na území bývalého Československa houba chráněná.
V roce 2014 provedli američtí mykologové David Arora a Jonathan L. Frank na základě biomolekulárních analýz přesunutí řady druhů včetně hřibu královského z rodu Boletus do nově vzniklého rodu Butyriboletus (zhruba odpovídá původnímu pojetí sekce Appendiculati).

### Boletus regius sensu Thiers

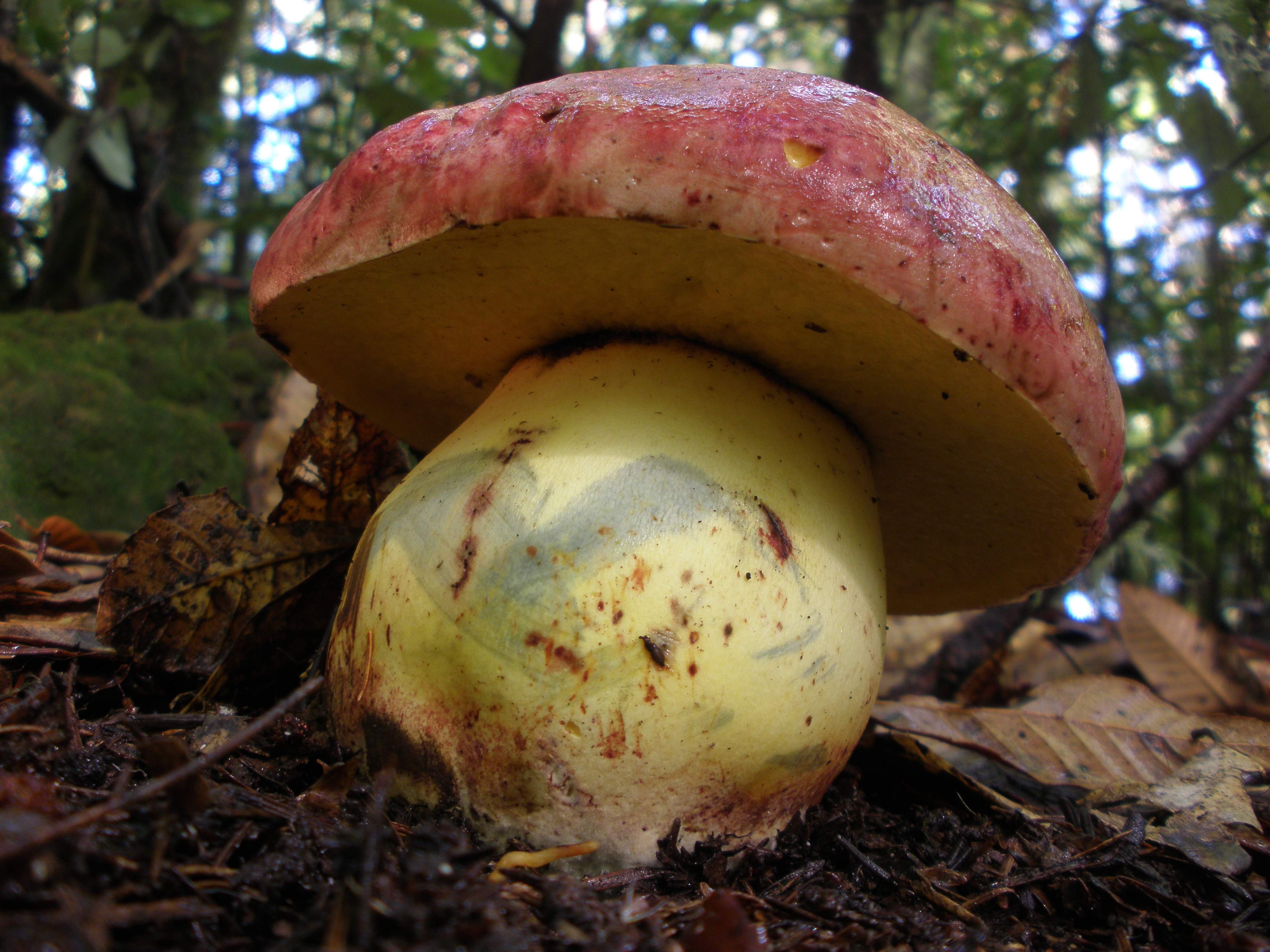
Severoamerický Boletus regius popsaný Thiersem

Hřib královský, tak, jak je znám z Evropy, popsal pod latinským názvem Boletus regius přírodovědec Krombholz. Rovněž pod názvem Boletus regius však popsal odlišný druh hřibu americký mykolog Harry Delbert Thiers (1919–2000). Thiersův Boletus regius se vyskytuje především na území Severní Ameriky a oproti evropskému Krombholzově druhu, o němž pojednává tento článek, se liší především modráním na poraněných místech. Pro jednoznačné odlišení obou druhů je proto zvykem za odborným názvem uvádět i autora popisu, např. Boletus regius sensu Krombholz (= hřib královský ve smyslu Krombholzově), případně Boletus regius s. auct. Eur. (hřib královský ve smyslu evropských autorů). Na základě biomolekulárních analýz v roce 2014 bylo z území Severní Ameriky popsáno několik nových druhů, které byly do té doby souhrnně určovány a označovány právě jako Boletus regius sensu Thiers, například Butyriboletus primiregius, Butyriboletus autumniregius, Butyriboletus querciregius, Butyriboletus persolidus aj.

## Vzhled

### Makroskopický

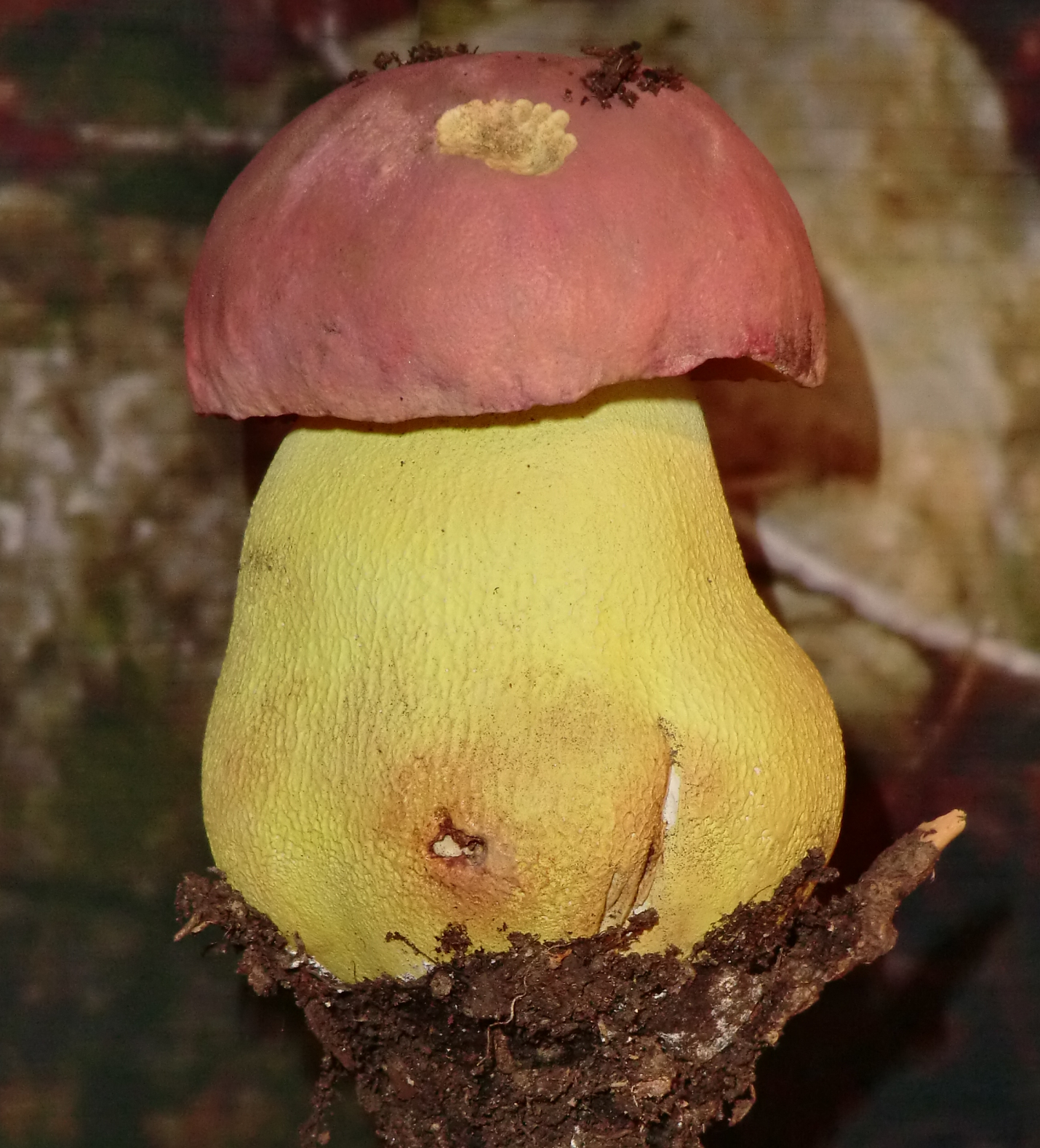
Hřib královský - model

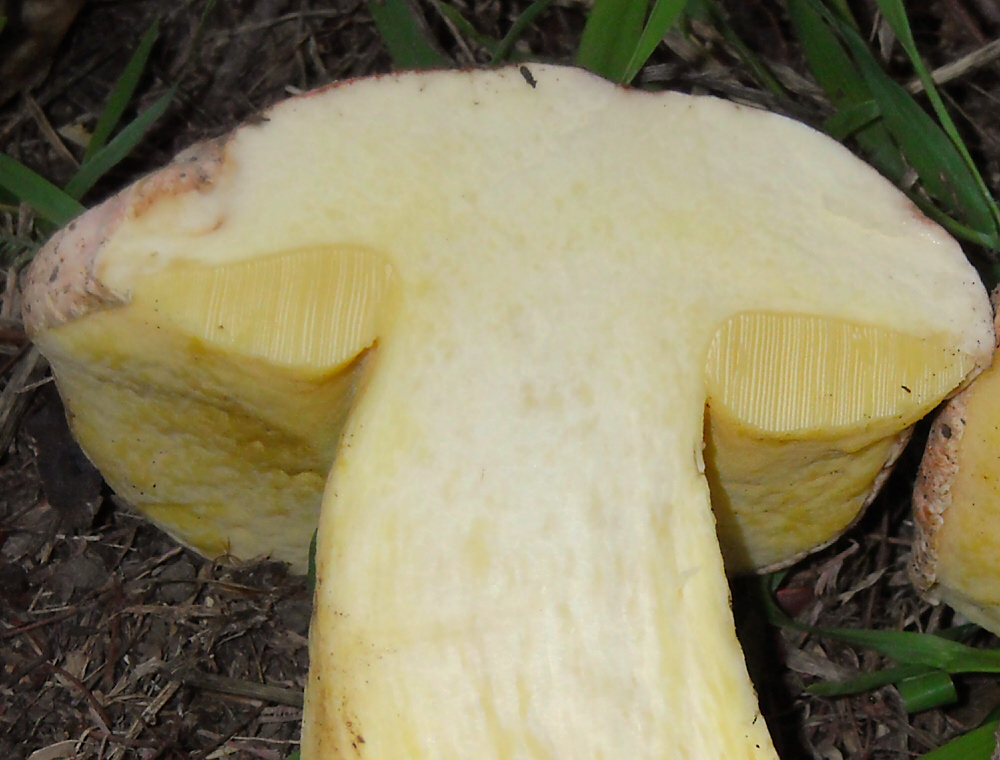
Dužina i rourky jsou barevně neměnné, po rozkrojení nemodrají

Klobouk dosahuje průměru 60–150 milimetrů, povrch je červeně vláknitě žíhaný s růžovým nebo červeným podkladem.
Rourky jsou 10–25 milimetrů dlouhé, společně s póry mají žluté až zlatožluté zabarvení, ve stáří přechází do žlutoolivova. Otlaky zůstávají barevně neměnné.
Třeň je jasně žlutý, horní polovinu kryje žlutá síťka. Báze může být lehce začervenalá nebo červeně skvrnitá, zabarvení však zdaleka nedosahuje ani polovinu výšky třeně.
Dužnina má žluté zbarvení, na řezu nemodrá. Chuť i vůně jsou příjemné, nenápadné.

### Mikroskopický
Povrch klobouku je červeně vláknitě žíhaný na růžovém nebo žlutorůžovém podkladu, pokožku kryjí trichodermové vláknité 3 – 8 μm široké hyfy. Výtrusy dosahují (10) 11 - 14 (16) × (3) 3,5 - 4,5 (5) μm, jsou hladké, podlouhle vřetenovité, patrná je suprahilární deprese. Výtrusný prach je žlutoolivový.

## Výskyt
Jde o teplomilný druh, který je vázaný na duby, méně často na buky, vzácně i na břízy. Vyskytuje se velmi roztroušeně ve světlých listnatých lesích a na hrázích rybníků v nížinách a pahorkatinách. Pilát jej řadil mezi druhy xerotermních dubo-habrových hájů na vápenci a houby dubo-habrových lesů na nevápenných půdách. V současnosti je známý pouze z izolovaných lokalit menšího rozsahu, větší celky s četným výskytem chybí. Většina původních lokalit již zanikla. Plodnice je možné najít od června do září.

## Rozšíření

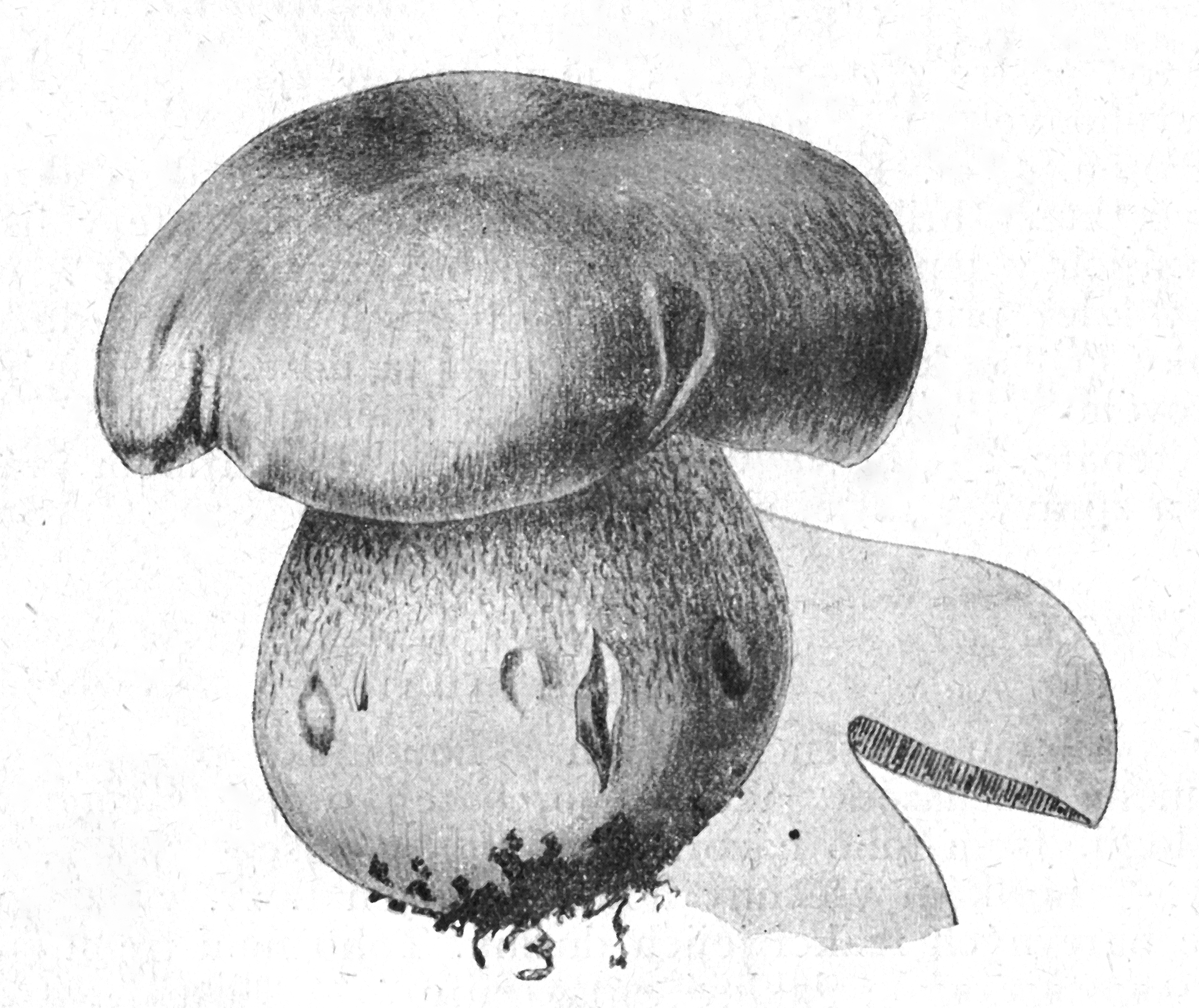
Hřib královský, kreslil Jindřich Kučera roku 1928

Hřib královský v klasickém pojetí (Boletus regius s. Krombholz) roste na území Evropy, Thiersem popsaný modrající druh (viz kapitola výše) je známý z Kalifornie (USA). Evropský druh se vyskytuje v následujících zemích: Belgie, Bosna a Hercegovina, Bulharsko, Černá Hora, Česko, Francie, Chorvatsko, Itálie, Maďarsko, Německo, Nizozemsko, Polsko, Portugalsko, Rakousko, Rumunsko, Rusko, Severní Makedonie, Slovensko, Slovinsko, Spojené království, Srbsko, Španělsko, Švédsko(?), Švýcarsko, Turecko a Ukrajina.
V rámci chráněných území České republiky byl výskyt hřibu královského v minulosti popsán mimo jiné na následujících lokalitách:
- Bílé Karpaty[17] (jihovýchodní Morava)
- Český kras (Středočeský kraj)
  - Karlické údolí[18] (okres Beroun a Praha-západ)
  - Krásná stráň[19] (okres Praha-západ)
  - Na Voskopě[20] (okres Beroun)
- Chuchelský háj[21] (Praha)
- Kotvice[22] (okres Nový Jičín)
- Lipovka – Grado[23] (okres Praha-východ)
- Podyjí[24] (jižní Morava)
- Pouzdřanská step-Kolby[25] (okres Břeclav)
- Vrbenské rybníky[26] (okres České Budějovice)
- Ždánický les[27] (Jihomoravský kraj)

## Záměna
Hřib královský je svými znaky natolik typický, že k záměnám nedochází. Přesto se může svým vzhledem podobat některým hřibům:
- hřib růžovník (Butyriboletus fuscoroseus) - modrající dužnina, růžové zabarvení sahá až do poloviny třeně[1]
- hřib Špinarův (Boletus legaliae f. spinarii) - modrající dužnina, červená síťka na třeni, při zasychání voní po Maggi
- hřib Kluzákův (Caloboletus kluzakii) - modrající dužnina, specifická chuť, klobouk není v mládí růžový[1]
- hřib Fechtnerův (Butyriboletus fechtneri) - šedobílý až stříbřitý klobouk
- hřib hnědorůžový (Butyriboletus brunneus syn. Boletus speciosus var. brunneus) - nevyskytuje se v České republice

Mykologická pracoviště uvádějí četné případy, kdy amatérští houbaři hlásili nález hřibu královského, který se ve skutečnosti ukázal být hřibem přívěskatým (klobouk rezavobéžový) nebo hřibem Le Galové (dužina po porušení modrá, na třeni má přinejmenším červenou síťku).

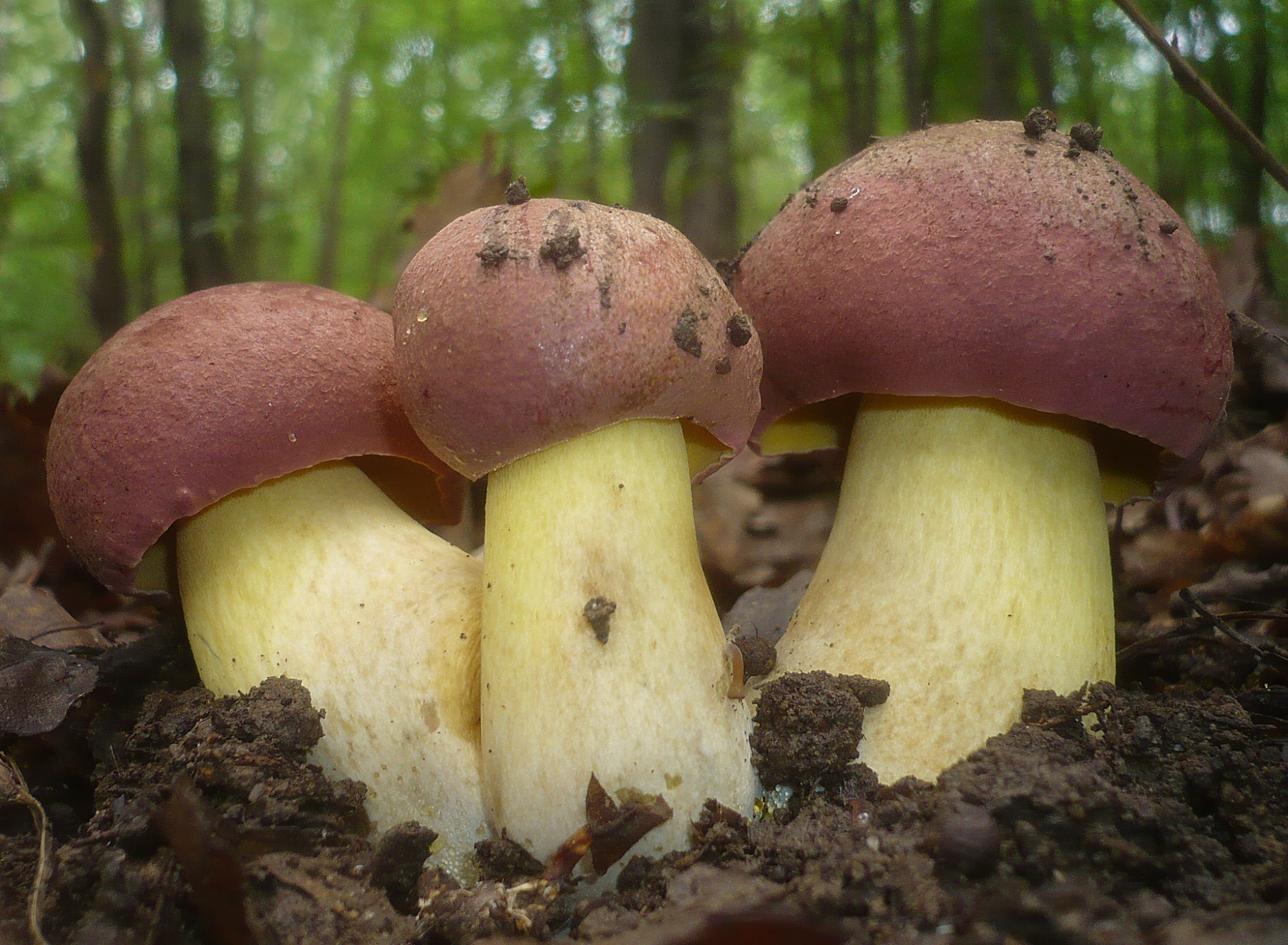
hřib růžovník
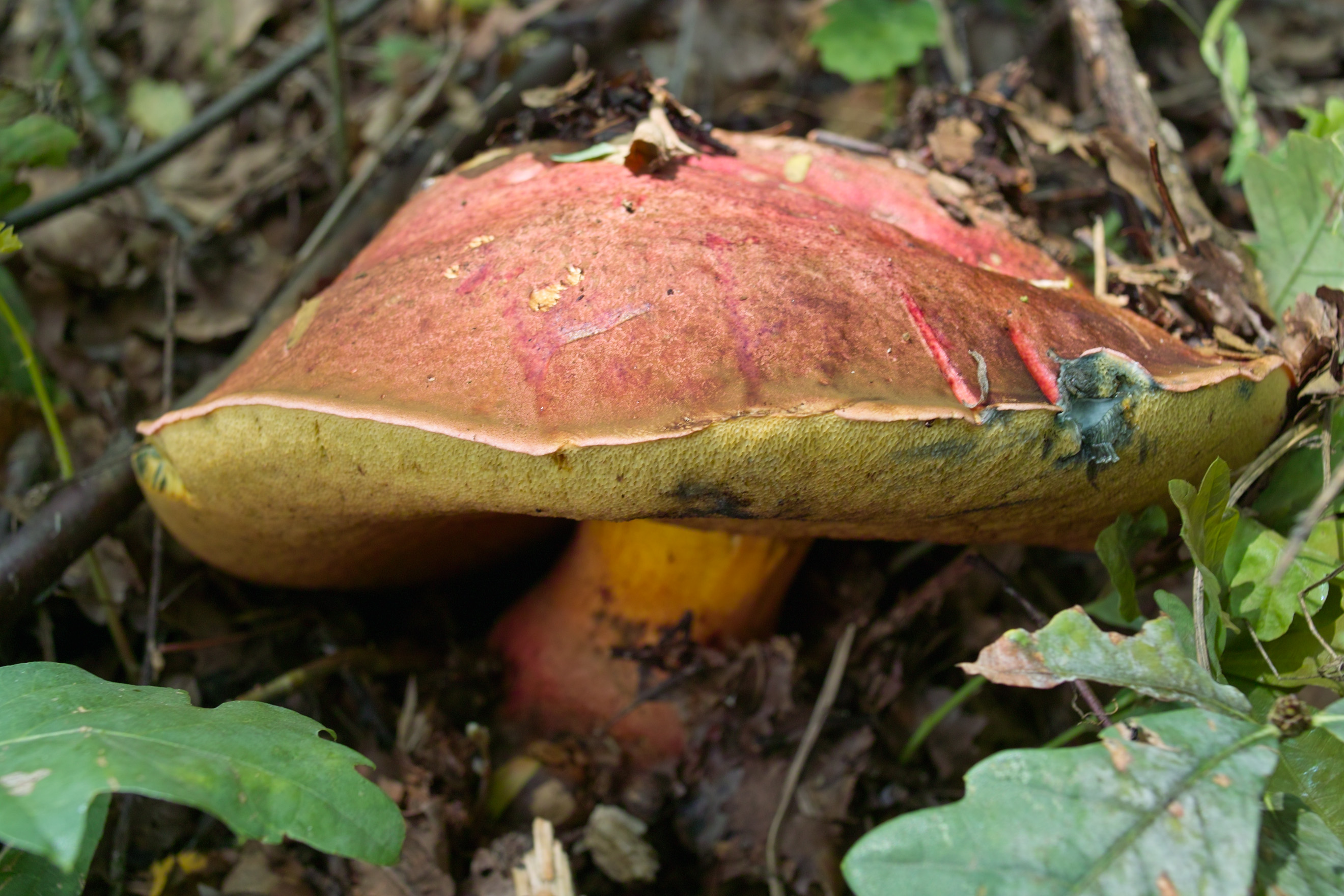
hřib Špinarův
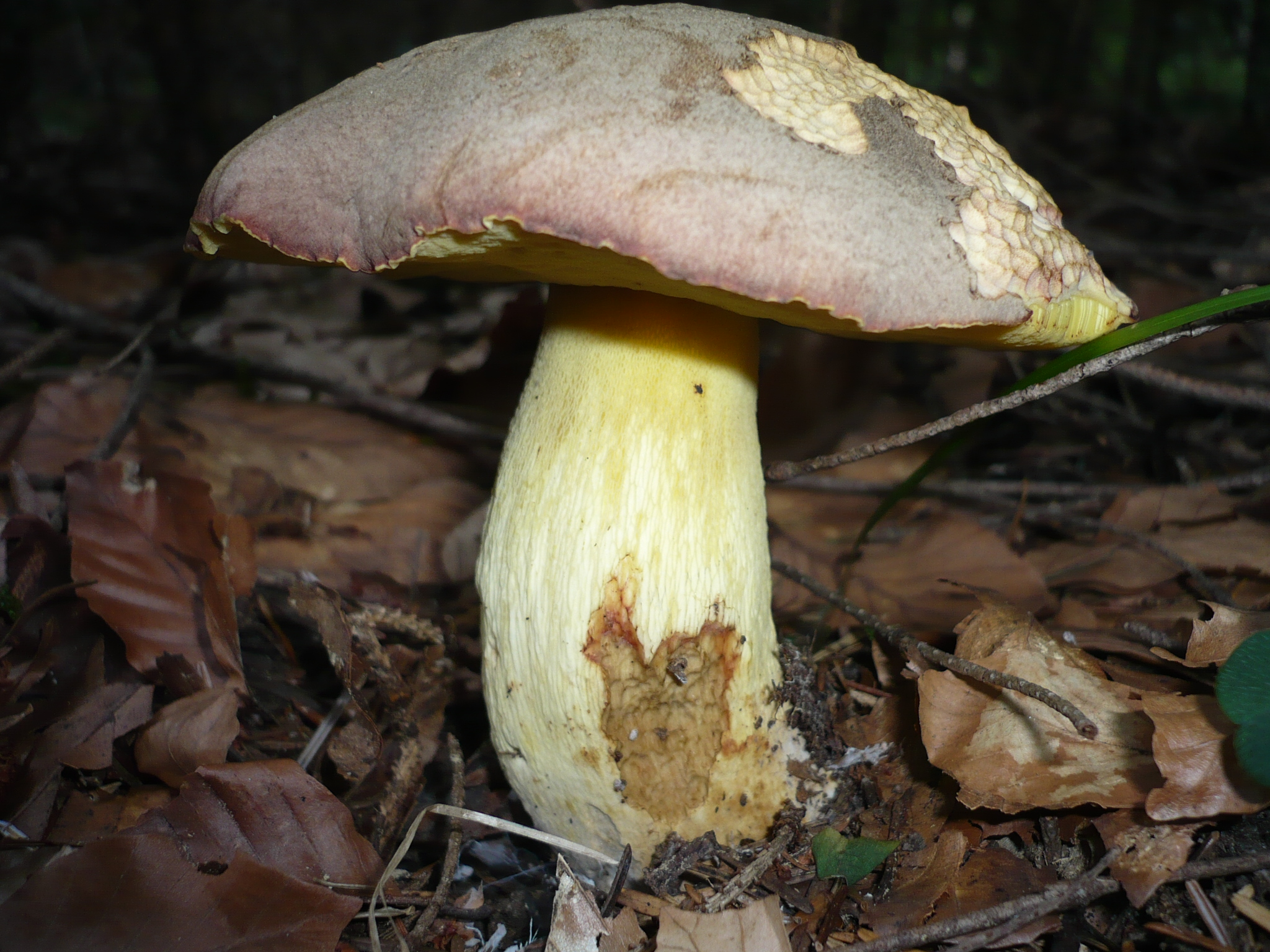
hřib Fechtnerův
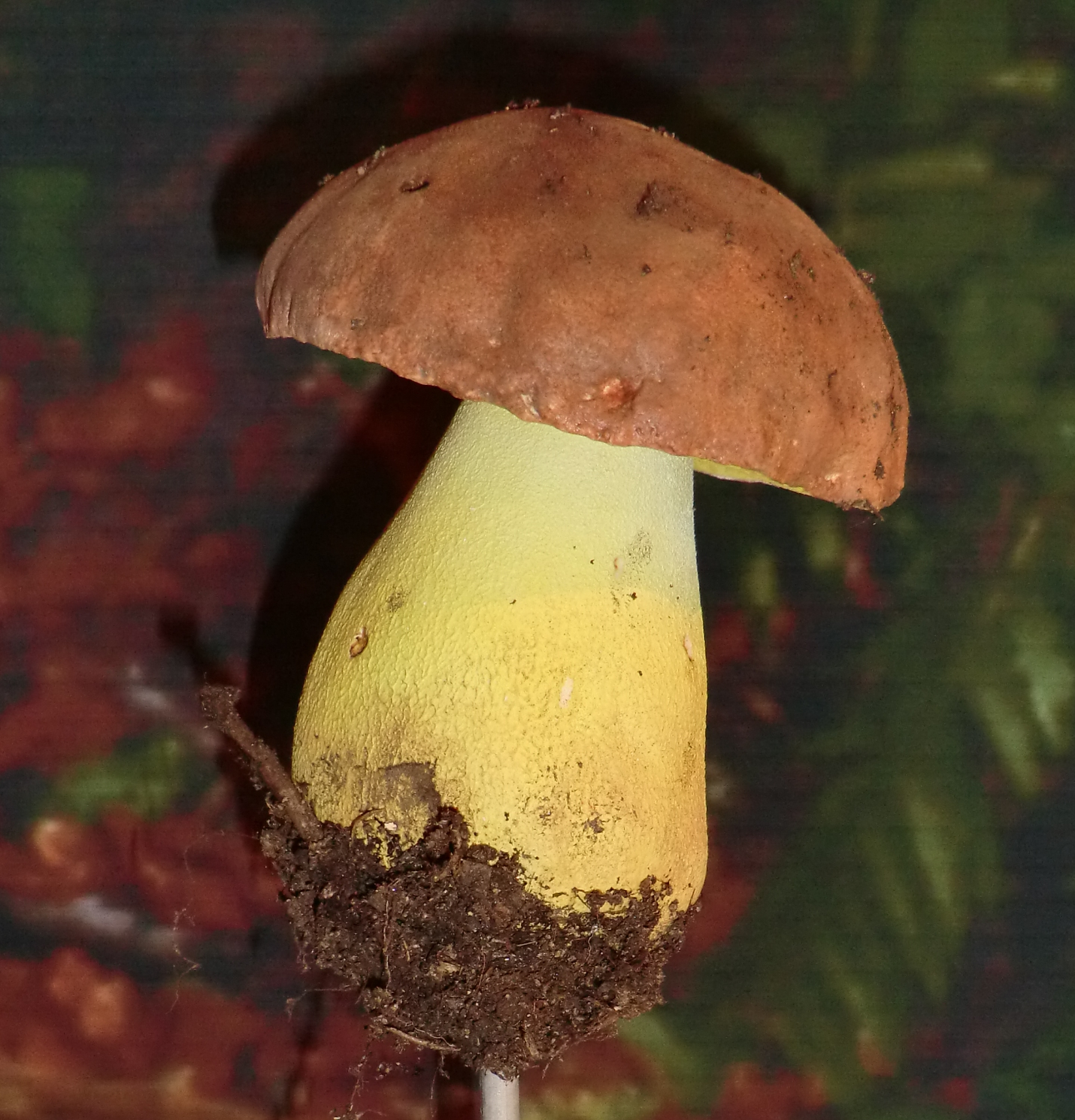
hřib přívěskatý
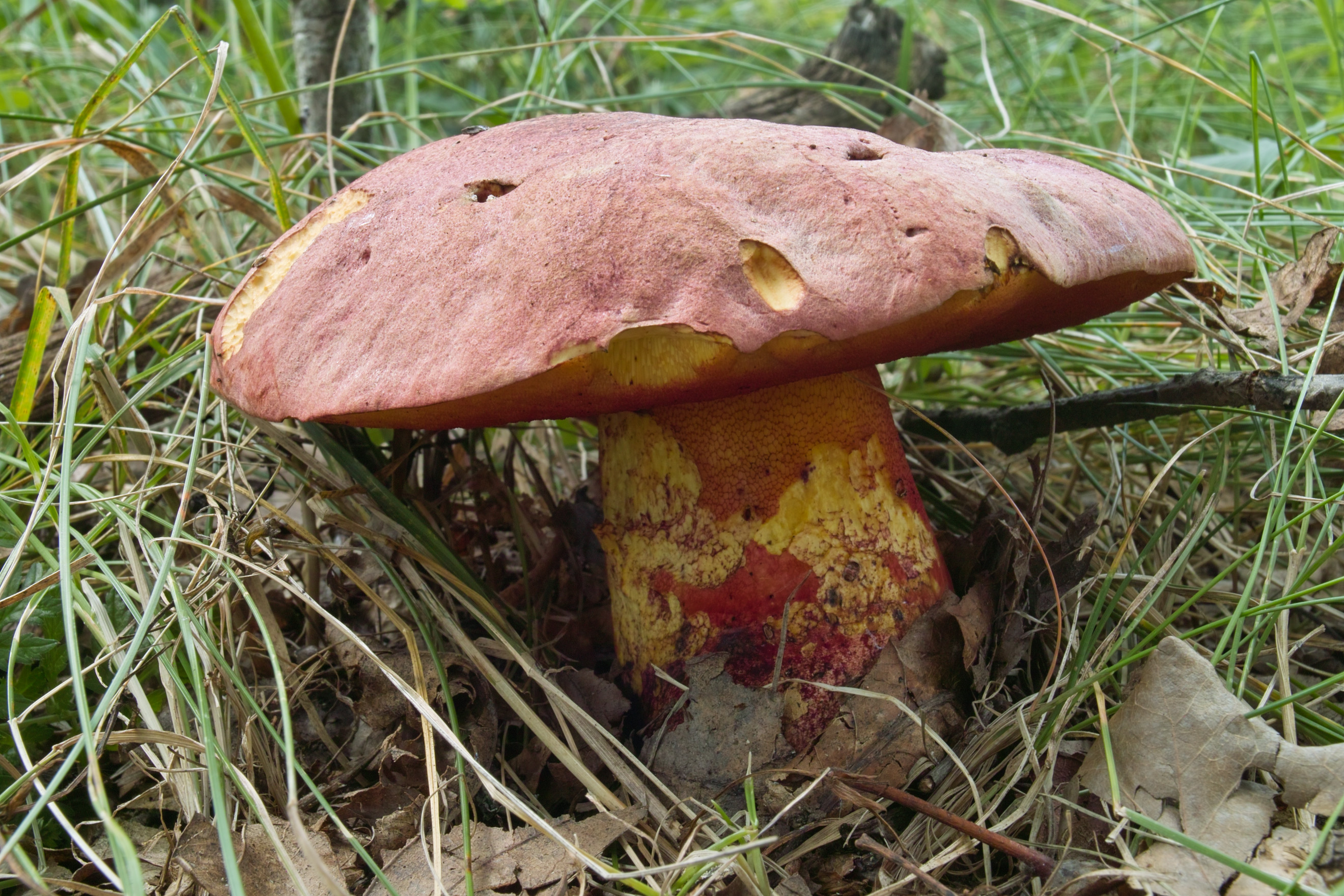
hřib Le Galové

### Hřib královský zlatý
Roku 2006 byla francouzskými mykology popsána xantoidní forma, které chybí červený pigment, takže je klobouk zbarven žlutě. Nazvána je Boletus regius f. aureus Lambert et Estades (syn.: Boletus regius f. citrius A. Guerra).

## Ochrana
Houba je sice jedlá a výtečná, ale hlavně velmi vzácná, takže se nesmí sbírat pro kuchyňské využití. Za sběr nebo činnost vedoucí k zániku tohoto zákonem chráněného hřibu hrozí pokuta ve výši až 50 000 Kč pro fyzickou osobu a až 1 000 000 Kč pro právnickou osobu za každou utrženou plodnici (podle vyhlášky č. 395/92 Sb. se řadí mezi zvláště chráněné druhy). V Červené knize a Červeném seznamu hub České republiky je zařazen jako ohrožený druh (EN). O jeho nálezech je vhodné informovat mykologická pracoviště.
I když byl hřib královský v minulosti výrazně hojnější, nebyl běžnou houbou - mykolog Jan Macků jej již v první čtvrtině 20. století označoval jako vzácný. V současnosti je ohrožen hlavně nešetrnými lesnickými zásahy, eutrofizací půdy, vysbíráváním plodnic houbaři a to i v rezervacích s nejvyšším stupněm ochrany.